# The Swimming Hole
The Swimming Hole (noto anche come  Swimming e The Old Swimming Hole), talvolta citato in italiano come La piscina, è un dipinto datato 1884-85 dell'artista statunitense Thomas Eakins (1844-1916). L'opera, un olio su tela, raffigura sei uomini nudi in riva a un lago ed è considerata uno dei capolavori della pittura americana.

## Storia e descrizione
Il dipinto fu commissionato nel 1884 da Edward Hornor Coates, un ricco uomo d'affari di Filadelfia nonché mecenate.
Secondo lo storico dell'arte Doreen Bolger questo è il quadro di Eakins che mostra la figura nuda nella sua resa più compiuta, ed è stato definito come il più finemente progettato di tutti i suoi quadri all'aperto. A partire dal Rinascimento il corpo umano è stato sempre più considerato come base della formazione artistica, oltre che il soggetto più difficile da rappresentare in arte.
Per la realizzazione di questo lavoro, l'autore ha approfittato di una deroga al generale atteggiamento dell'era vittoriana nei confronti della nudità in generale, e di quella maschile in particolare; nuotare nudi veniva però ampiamente accettato in quel periodo storico, e per i maschi era vista come cosa del tutto normale, anche in luoghi pubblici all'aperto come fiumi o laghetti.
The Swimming Hole sviluppa alcuni temi che in precedenza erano stati affrontati in La clinica del dottor Gross (1875) e William Rush (1877), ma che continueranno a essere esplorati nei suoi dipinti di pugili e lottatori. Questo dipinto è stato ampiamente citato come esser uno dei primi esempi di omoerotismo palese nell'arte americana.
Eakins si riferisce a questo quadro come "Swimming" nel 1885, e come "The Swimmers" nel 1886. Il titolo The Swimming Hole risale al 1917 (l'anno dopo la morte dell'artista), quando il lavoro è stato così descritto dalla vedova, Susan Macdowell Eakins, anche lei pittrice e fotografa.
Quattro anni più tardi, ha intitolato l'opera The Old Swimming Hole, in riferimento al poema del 1882 The Old Swimmin'-Hole di James Whitcomb Riley.

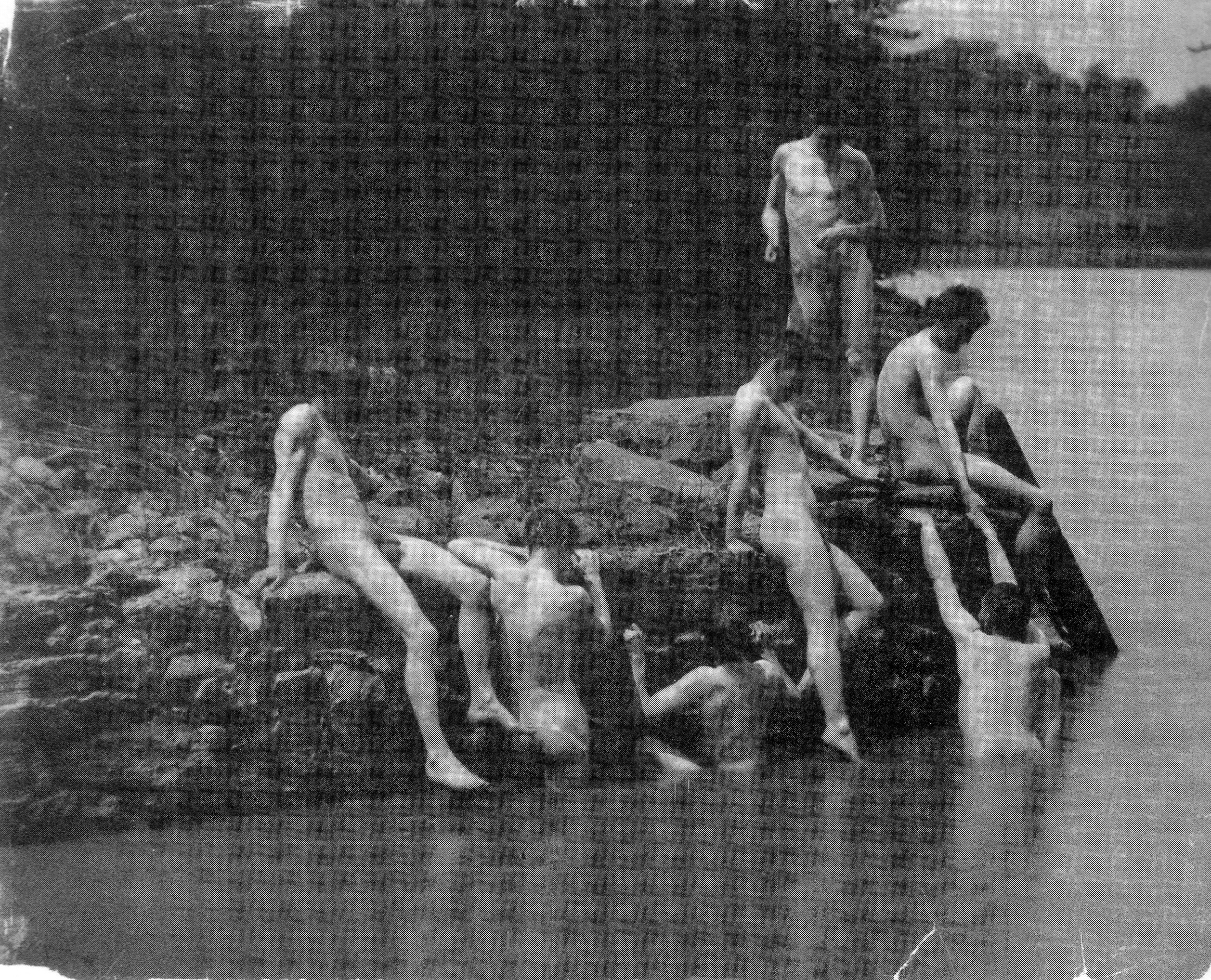
Studenti nudi al lago Dove, 1883-84 circa

## Studi
Eakins ha fatto parecchi schizzi a olio in loco e studi fotografici prima i dipingere la versione definitiva.